# Eduardo Martínez Díaz
Eduardo Martínez Díaz (* 21. April 1968 in Havanna) ist ein kubanischer Biologe und Politiker der Kommunistischen Partei Kubas (PCC), der seit 2018 Mitglied der Asamblea Nacional del Poder Popular (ANPP) ist. Im Jahr 2024 wurde er zunächst zum Minister für Wissenschaft, Technologie und Umwelt und dann zum Vizepremierminister ernannt.

## Leben
Eduardo Martínez Díaz absolvierte nach dem Schulbesuch ein Biologiestudium an der Universität von Havanna, welches er mit einem Lizenziat (Licenciado en Biología) beendete. Er nahm daraufhin eine berufliche Tätigkeit im Zentrum für Gentechnik und Biotechnologie CIGB (Centro de Ingeniería Genética y Biotecnología de Cuba) auf und war dort zunächst zwischen 1991 und 1994 Forschungswissenschaftler, Leiter der Abteilung Produktionsprozesskontrolle sowie von 1999 bis 2012 Direktor für technologische Entwicklung. Er schloss zwischenzeitlich seine Promotion zum Doktor der Biologie am Zentrum für Molekularbiologie „Severo Ochoa“ der Autonomen Universität Madrid ab. Nachdem er 2013 kurzzeitig Direktor für Wissenschaft und Innovation des Staatsbetriebes BioCubaFarma war, fungierte er von 2013 bis 2015 als stellvertretender Generaldirektor des CIGB und war im Anschluss zwischen 2015 und 2017 Erster Vizepräsident von BioCubaFarma, ehe er von 2017 bis 2024 als Präsident der Unternehmensgruppe der kubanischen biopharmazeutischen Industrie fungierte. 2008 wurde ihm für seine Verdienste der „Lázaro Peña“-Orden Zweiter Klasse verliehen, 2012 wurde er Mitglied der Akademie der Wissenschaften (Academia de Ciencias de Cuba) und erhielt zudem 2015 den „Carlos Juan Finlay“-Orden. 
Martínez Díaz ist Mitglied der Kommunistischen Partei Kubas PCC (Partido Comunista de Cuba), des Komitees zur Verteidigung der Revolution CDR (Comités de Defensa de la Revolución) sowie des Zentralen Gewerkschaftsbundes CTC (Central de Trabajadores de Cuba) und wurde 2018 erstmals Mitglied des Nationalversammlung ANPP (Asamblea Nacional del Poder Popular), der er seither für den Wahlkreis Playa in Havanna angehört.
Seine Arbeit war entscheidend für die Schaffung und Entwicklung kubanischer Impfstoffe gegen COVID-19 und anderer Medikamente, die im Kampf gegen die COVID-19-Pandemie in Kuba eingesetzt wurden. Er erhielt zahlreiche Auszeichnungen der Kubanischen Akademie der Wissenschaften, unter anderem für die Registrierung und Anwendung des vierwertigen Impfstoffs Trivac HB, die Isolierung des bakteriellen Polypeptids mit starker Antitumoraktivität und den neuen fünfwertigen Impfstoff Heberpenta-L. Er war auch ein Protagonist bei der Einführung neuer Produkte, der Generierung von sechs Patenten, mehr als 30 wissenschaftlichen Veröffentlichungen, der Entwicklung klinischer Studien und bei der Förderung von Innovationen. Auf Vorschlag der Nationalen Gesundheitsgewerkschaft SNTS (Sindicato Nacional de Trabajadores de la Salud) wurde ihm 2022 der Ehrentitel Held der Arbeit (Héroe del Trabajo) verliehen.
Als Nachfolger von Elba Rosa Pérez Montoya wurde Eduardo Martínez Díaz im Februar 2024 als Minister für Wissenschaft, Technologie und Umwelt (Ministro de Ciencia, Tecnología y Medio Ambiente) in den Ministerrat Kubas berufen. Ihm zur Seite standen der Erste Vizeminister José Fidel Santana Núñez, die beiden Vizeminister Armando Rodríguez Batista und Adianez Taboada Zamora sowie zehn Abteilungsleiter.
Im Oktober 2024 wurde Martínez als Nachfolger des abgesetzten Jorge Luis Perdomo Di-Lella zum Vizepremierminister ernannt. Sein Amtsnachfolger als Wissenschaftsminister wurde Armando Rodríguez Batista.